# Galena (Alaska)
Galena – miasto w Stanach Zjednoczonych, położone w centralnej części stanu Alaska. Od momentu ustanowienia obszaru spisowego Yukon–Koyukuk, miasto jest siedzibą jego władz administracyjnych, w okręgu niezorganizowanym.
Według danych na rok 2010 miasto liczy 470 mieszkańców. W roku 2023 liczba mieszkańców spadła do 457 osób, a gęstość zaludnienia poniżej 7,4 osoby/km².

## Historia
Miasto Galena zostało założone w 1918 roku. Bardzo szybko miasto to stało się miejscem dostaw i sprzedaży rudy ołowiu, wydobywanej w okolicznych kopalniach.

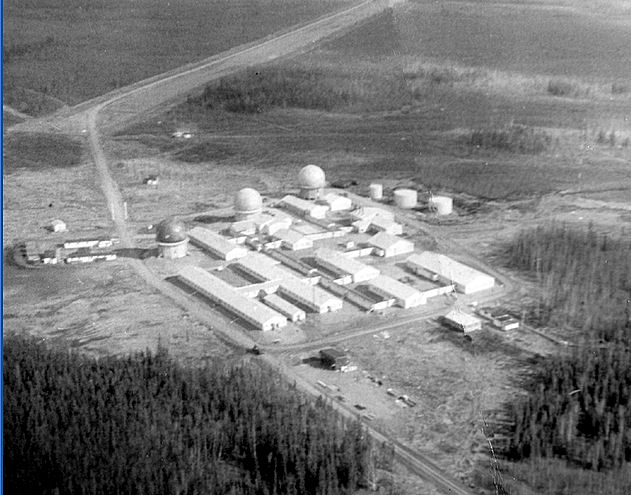
Campion Air Force Station w Galena

W roku 1941 i 1942, podczas II wojny światowej, w sąsiedztwie lotniska cywilnego została zbudowana baza lotnictwa wojskowego. W roku 1950 podjęto się rozbudowy lotniska, wybudowano dodatkowe obiekty wojskowe, a w pobliżu lotniska zbudowano bazę lotniczą Campion Air Force Station.
Po zakończeniu zimnej wojny, w 1993 roku, praca Air Force Station Galena została zawieszona, a cały personel wojskowy został wycofany; pozostały tylko małe grupy aktywnych pracowników opiekujących się bazą i odwiedzających ją w miarę potrzeb. Aktualnie ten ośrodek wojskowy używany jest przez wojsko jedynie okazjonalnie.
W maju 2013 roku miasto Galena nawiedziła powódź. Spowodował ją zator lodowy, który utworzył się na rzece Jukon, w efekcie czego, woda wdarła się do 90% domów w Galena. W części miasta położonego najbliżej rzeki domy zostały zalane wodą aż do wysokości dachu. Większość mieszkańców zostało ewakuowanych dzięki działaniom miejscowych linii lotniczych i Gwardii Narodowej stanu Alaska. Aktualnie trwa odbudowa miasta, w które włączyła się Federalna Agencja Zarządzania Kryzysowego i wiele grup wolontariuszy.

## Demografia
Według spisu z 2010 roku w Galena mieszkało wówczas 470 osób prowadzących 190 gospodarstw domowych, stanowiących 123 rodziny. Gęstość zaludnienia wynosiła wówczas 10,2 osób/km². W mieście zbudowanych było 264 budynków mieszkalnych (średnia gęstość zabudowań mieszkalnych to 5,7 domu/km²).
Spośród 436 gospodarstw domowych:
- 33,9% zamieszkują rodziny z dziećmi poniżej 18. roku życia
- 48,4% stanowią małżeństwa mieszkające razem
- 3,0% stanowią kobiety nie posiadające męża
- 43,6% stanowią osoby samotne

37,6% wszystkich gospodarstw domowych składa się z jednej osoby, a 0,9% żyjących samotnie jest w wieku 65 lat lub starszych. Średnia wielkość gospodarstwa domowego wynosi 2,29, a średnia wielkość rodziny to 3,12.
Średni roczny dochód dla gospodarstwa domowego w Galena wynosi 60 313 dolarów, a średni roczny dochód dla rodziny wynosi 62 917 dolarów. Dochód roczny na osobę w mieście wynosi 26 551 dolarów. 11,5% mieszkańców żyje poniżej relatywnej granicy ubóstwa.

### Wiek mieszkańców
Podział mieszkańców ze względu na wiek:
- <18 – 29,3%
- 20–29 – 11,0%
- 30–44 – 20,8%
- 45–64 – 27,6%
- >65− 10,4%

Średnia wieku mieszkańców: 36,8 lat.

### Rasa mieszkańców
Podział mieszkańców ze względu na rasę:
- rasa biała – 29,40%
- rdzenni mieszkańcy Ameryki – 63,60%
- Azjaci – 0,60%
- inna rasa – 0,20%
- ludność dwóch lub więcej ras – 6,20%
- Hiszpanie lub Latynosi – 2,30%

## Klimat
Statystyki klimatyczne miasta Galena:
- Średnia roczna najwyższa temperatura: +0,17 °C (32,32 °F)
- Średnia roczna temperatura w ciągu dnia: −4,19 °C (24,27 °F)
- Średnia roczna najniższa temperatura: −8,78 °C (16,20 °F)
- Suma opadów deszczu w ciągu roku: 335,1 mm
- Suma opadów śniegu w ciągu roku: 161,4 cm

## Geografia
Według danych statystycznych U.S. Census Bureau miasto Galena zajmuje powierzchnię 62 km², z czego 46 km² stanowią lądy, a 16 km² (25,41%) to wody.
Galena położona jest północnym brzegu rzeki Jukon, na wschód od miasteczka Nulato. Na południowy zachód od miasteczka Galena znajduje się rezerwat przyrody Innoko National Wildlife Refuge.